# حکومت موقت جمهوری فرانسه
حکومت موقت جمهوری فرانسه (به فرانسوی: Gouvernement provisoire de la République française) حکومتی موقت در فرانسه آزاد میان سال‌های ۱۹۴۴ و ۱۹۴۶ پس از آزادسازی فرانسه در پی عملیات‌های اورلرد و دراگون بود که تا هنگام تأسیس جمهوری چهارم فرانسه ادامه داشت. ایجاد این حکومت به معنای احیای رسمی و برقراری دوباره جمهوری موقت فرانسه و تضمینی بر ادامه بقای جمهوری سوم فرانسه، که تا آن هنگام دیگر وجود نداشت، بود.
این حکومت جانشین کمیته آزادسازی ملی فرانسه (CFLN) شد، که حکومت موقت در قلمروها و کلانشهرهای (الجزایر و کورسیکا) خارج از کشور فرانسه بود که توسط فرانسه آزاد، از اشغال نیروهای محور آزاد شده بودند. به عنوان حکومت زمان جنگ فرانسه در سال‌های ۱۹۴۴–۱۹۴۵، اهداف اصلی حکومت موقت جمهوری فرانسه مقابله با پسامدهای اشغال فرانسه و ادامه جنگ علیه آلمان به عنوان یکی از مهمترین نیروهای متفق بود.
مأموریت اصلی این حکومت (علاوه بر جنگ) آماده‌سازی زمینه برای نظمی نوین بر پایه قانون اساسی بود که نتیجه آن جمهوری چهارم شد. این سازمان همچنین چندین اصلاحات مهم و تصمیم‌های سیاسی همانند دادن حق رأی به زنان، تأسیس مدرسه ملی علوم (École nationale d'administration) و ایجاد زمینه‌های تأمین اجتماعی در فرانسه را انجام داد.